# Byłem żołnierzem
Byłem żołnierzem – film dokumentalny produkcji polskiej z 1970 roku, w reżyserii Krzysztofa Kieślowskiego.

## Realizacja
Reżyseria: Krzysztof Kieślowski
Scenariusz: Krzysztof Kieślowski, Ryszard Zgórecki
Zdjęcia: Stanisław Niedbalski
Montaż: Elżbieta Kurkowska, Lidia Zonn
Produkcja: "Czołówka"
35 mm czarno-biały, 16 min